# Jens Olsens världsur

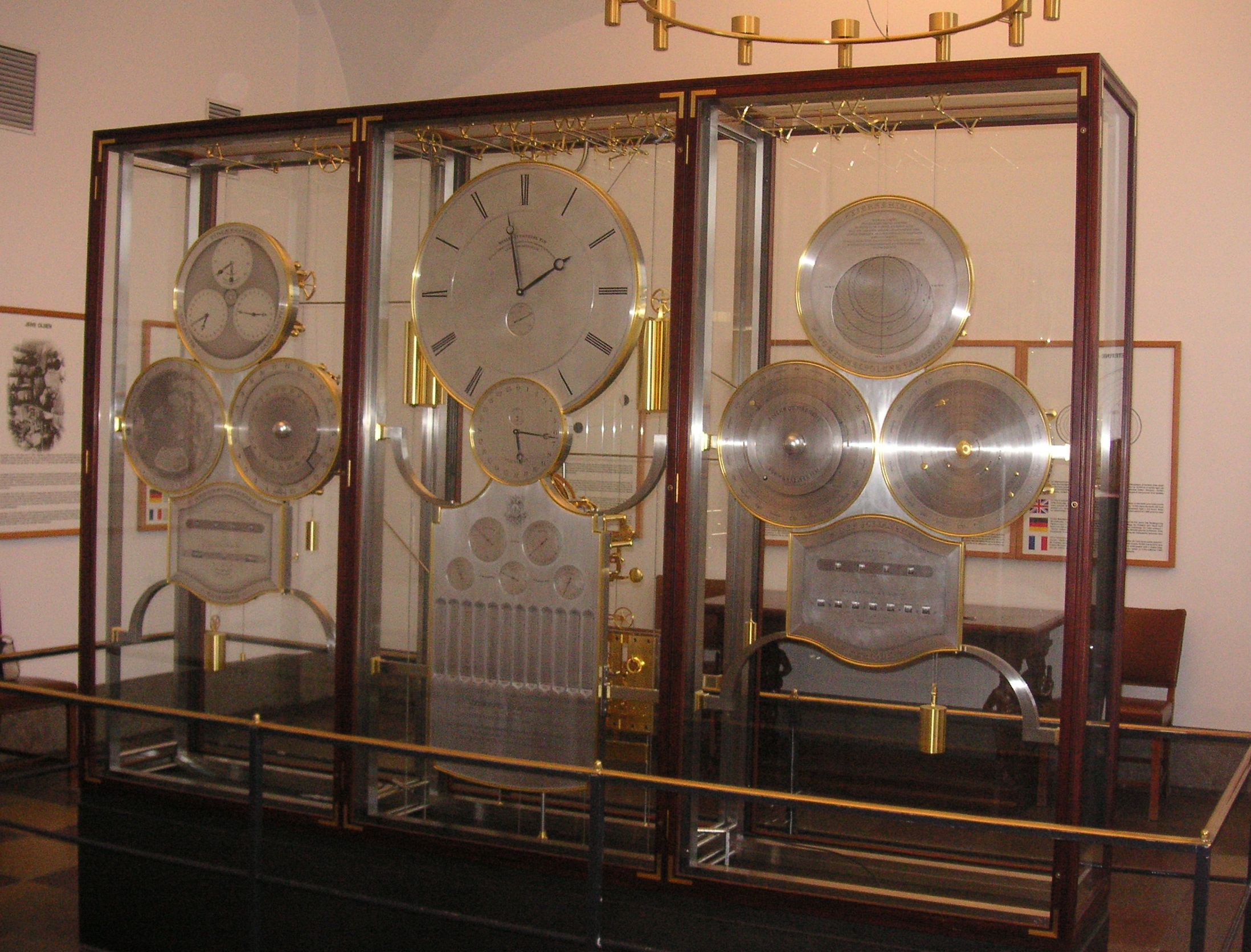
Framsidan av uret

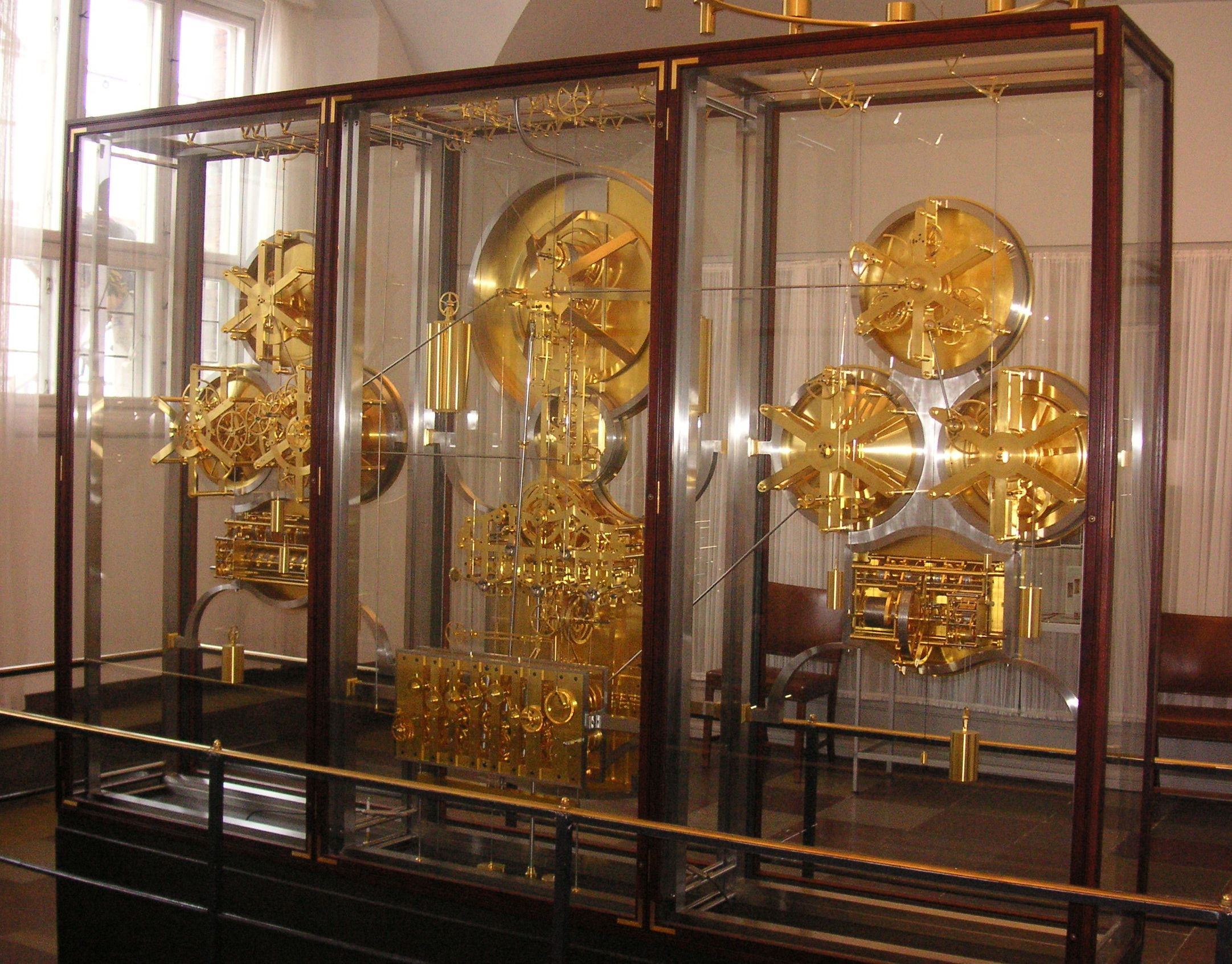
baksidan av uret

Jens Olsens världsur (Verdensur) är ett astronomiskt ur i Köpenhamns rådhus. Uret färdigställdes år 1955, tio år efter sin upphovsmans död. Uret består av 15 448 delar.
Uret visar följande:
- Allmän mellaneuropeisk tid.
- Medelsoltid, sann soltid och stjärntid för Köpenhamn samt tidsekvationen och kombinationen av tidsekvation och lokalkonstant.
- Medelsoltid för olika geografiska längdgrader.
- Stjärnornas meridianpassager samt upp- och nedgång.
- Noggrannheten och dess inverkan på stjärnornas upp- och nedgång.
- Solens meridianpassager samt upp- och nedgång.
- Månens faser.
- Solens och månens geocentriska längder.
- Månbanans läge och i samband med det, tiderna för kommande sol- och månförmörkelser.
- Månbanans längd.
- De stora planeternas avstånd till solen.
- En helautomatisk gregoriansk kalender som varje nyårsnatt klockan 00:00 räknar ut alla denna kalenders kronologiska element, samt begrepp som solcirkel, indiktion, guldtal, epakt och söndagsbokstav, varefter veckodagar och de rörliga helgerna under det kommande året (påsk, pingst o.s.v.) markeras på sina platser i kalendern.
- Årtal, veckodag, datum, månad och dagens nummer i den 7980-åriga julianska perioden.